# Martwe zło 2: Śmierć przed świtem
Martwe zło 2 (ang. Evil Dead II lub Evil Dead 2: Dead by Dawn; inne tłum. Księga demonów – Demon zła 2) – film z 1987 r., sequel horroru Martwe zło, również wyreżyserowanego i napisanego przez Sama Raimiego. Bardzo podobny do pierwowzoru, przez co mówi się o nim także jako o remake'u. W Polsce, film był wydawany pod różnymi nazwami, ze względu na fakt iż tytuł pierwszej części był tłumaczony kilkukrotnie, co sprawiło że, często wydawano kontynuację z tą samą nazwą co poprzednik oraz dopiskiem "2", aby nie wprowadzać widzów w zakłopotanie.

## Opis filmu
Ash ze swoją dziewczyną pragną spędzić noc w opuszczonym domku w górach. Na miejscu znajdują Księgę Umarłych (Necronomicon) i taśmę z nagranymi wersetami tejże. Nie wiedząc, co się na niej znajduje, odtwarzają nagranie i uwalniają złe moce. Te opanowują dziewczynę Asha i próbują to samo uczynić z nim. Jeden z demonów gryzie Asha w rękę, opanowując ją. Ash nie może odzyskać kontroli nad kończyną i wkrótce odcina ją piłą łańcuchową, aby infekcja nie przedostała się dalej. Przerażony, próbuje uciec, ale to się okazuje niemożliwe. Bohater musi zostać na miejscu i stoczyć bój o życie. Wkrótce odnajdują go właściciele domku. Razem niszczą duchy nękające Asha. Pod koniec filmu Ash zostaje wciągnięty w portal i przeniesiony do czasów średniowiecznych.

## Obsada
- Bruce Campbell − Ashley J. „Ash” Williams
- Sarah Berry − Annie Knowby
- Dan Hicks − Jake
- Kassie DePaiva − Bobbie Joe
- Richard Domeier − Ed Getley
- Lou Hancock – Henrietta Knowby
- John Peaks – prof. Knowby